# Joaquim da Costa Guterres
Joaquim da Costa Guterres († 1946 auf Atauro, Portugiesisch-Timor) war während der portugiesischen Kolonialzeit ein Herrscher im traditionellen, timoresischen Reich von Ossu.
Es gibt unterschiedliche Angaben, über die Stellung Dom Joaquims in Ossu. Dom Joaquim soll 1938 Dorfchef gewesen sein. Die portugiesischen Nachkriegsquellen bezeichnen ihn als chefe und Dom Francisco de Sousa e Costa (Bosi-Leki) als den Herrscher (régulo). Der während des Zweiten Weltkrieges zur japanischen Propagandaeinheit in Ossu gehörende Tōru Maeda nennt Dom Joaquim im Gegensatz dazu als den Liurai von Ossu und Dom Francisco nur einen Adligen. Dies könnte auf einen Konflikt um die Herrschaft hindeuten. Andererseits existiert in Timor oft, nach dem Prinzip des Luliks, eine duale Teilung der Macht, in einen weltlichen und einen geistlichen Führer, die hier vorgelegen haben könnte.
Als die Japaner 1942 Timor besetzten, flohen die Einwohner Ossus in die Berge. Die Japaner setzten bei ihrer Arbeit auf Dom Joaquim, der um die Jahreswende 1942/43 wieder in den Ort Ossu zurückkehrte und mit einem gemeinsamen Mahl mit den japanischen Agenten ein Bündnis besiegelte. Im Gegenzug erhielt er eine Garantie für die Sicherheit seines Clans. Ebenso kollaborierten sein Sohn Joaquim junior und sein Neffe Gaspar da Costa Guterres (ein Cousin von Dom Francisco). Bis zum Kriegsende stellte Dom Joaquim zehntausende Arbeitskräfte den Japanern zur Verfügung, lieferte tausende Wasserbüffel, führte Krieg gegen die australische Guerilla und seine Kinder unterstützten die japanische Propagandamaßnahmen. Als Belohnung wurde er von den Japanern als höchster Herrscher des Kreises São Domingos (er bestand aus den heutigen Gemeinden Viqueque und Baucau) behandelt.
1944 wurde die japanische Propagandaeinheit in Ossu mit einer Basis der regulären Streitkräfte und einem Posten der Militärpolizei (Kempeitai) ersetzt. Die Kempeitai forderte, dass jedes Haus einen Mann für Bauarbeiten abstellen müsse. Außerdem wurden Frauen, Wasserbüffel und Bananen gefordert. Ihre Forderungen untermauerten sie mit Gewalt. Dom Joaquim wurde gefoltert, mehrere Menschen für kleinere Vergehen hingerichtet. 1945 war Dom Joaquims Gesundheit schwer angeschlagen und beklagte sich über die Kempeitai bei dem Propagandaoffizier, der zu Besuch nach Ossu zurückgekehrt war. Nach der Kapitulation Japans wurde Dom Joaquim von der portugiesischen Kolonialregierung festgenommen. Er wurde zu lebenslanger Haft auf Atauro verurteilt, wo er 1946 verstarb. Dom Francisco wurde für seinen Widerstand gegen die Japaner belohnt. Joaquims Neffe Gaspar da Costa Guterres behielt die Herrschaft über ein kleines Territorium und wurde 1952 in Nachfolge von Dom Francisco neuer Liurai von Ossu. Dom Joaquim junior wurde aus dem Ort vertrieben.